# 簡真巨口魚
簡真巨口魚（学名：Eustomias simplex）为輻鰭魚綱巨口鱼目巨口鱼科的其中一種。分布於全球三大洋熱帶至溫帶海域，為深海魚類，體長可達22.4公分。
其种加词“simplex ”意为“简单的”。